# 임준 (백달)
임준(任峻, ? ~ 204년)은 중국 후한 말의 정치인으로 자는 백달(伯達)이며 사례 하남윤 중모현(中牟縣) 사람이다.

## 생애
후한 말의 혼란 중 임준은 중모령(中牟令) 양원(楊原)에게 하남윤을 지키도록 진언하였고, 주부(注簿)에 임명되었다. 또한 양원을 행하남윤(行河南尹)에 임명할 것을 조정에 상주하였다. 이후 조조(曹操)가 중모에 들어오자, 임준은 같은 군 사람 장분(張奮)과 함께 조조에게 귀부하였다. 조조는 크게 기뻐하여 임준을 기도위(騎都尉)로 삼고, 종매(從妹)를 배필로 주었다. 조조가 정벌에 나설 때, 임준은 항상 치중 보급을 맡았다.
조지(棗祗) · 한호(韓浩)가 둔전제(屯田制) 시행을 주장한 후, 임준은 전농중랑장(典農中郞將)에 임명되어 시행을 담당하여 조조 진영의 군사적 · 정치적 강화에 크게 기여하였다. 관도대전(官渡大戰) 시에는 보급부대의 수비를 강화하여 원소(袁紹)의 공격을 저지하였고, 이 공적으로 도정후(都亭侯)에 봉해져 봉읍 300호를 받았다. 이후 장수교위(長水校尉)로 승진하였다.
건안(建安) 9년(204년), 숨을 거두었다. 조조는 눈물을 흘리며 슬퍼하였고, 아들 임선(任先)이 뒤를 이었다.
문제(文帝) 대에 임준은 성후(成侯)로 추증되었고, 차남 임람(任覽)이 관내후(關內侯)에 봉해졌다.

## 인물상
임준은 너그러우며 도량이 있었고, 일을 적절하게 시행하였다. 조조는 임준의 의견을 자주 좋게 받아들였고, 기근이 닥쳤을 때 임준은 친구의 자식들을 돌봐주는 한편 문중에서 가난한 자들을 도와주었기 때문에 신의가 있다고 칭송받았다.

## 같이 보기
- 삼국지 인물 목록
- 진수 (서진)
- 사마광